# سگنه–لاک-سن-ژان
سگنه-لاک-سن-ژان (به فرانسوی: Saguenay–Lac-Saint-Jean) یک سکونتگاه مسکونی در کانادا است که در استان کبک واقع شده‌است.

## خصوصیات
سگنه-لاک-سن-ژان ۹۸٬۷۱۰٫۱۱ کیلومترمربع مساحت و ۲۷۴٬۸۸۰ نفر جمعیت دارد.